# Herennia
Herennia Thorell, 1877 è un genere di ragni nella famiglia Araneidae, riscontrabile dall'India all'Australia settentrionale. I membri di questo genere possono essere chiamati ragni moneta (coin spiders).

## Descrizione
Come il genere correlato Nephilengys, i maschi – di piccole dimensioni – si mutilano dei propri pedipalpi, spesso rinvenibili incastrati nell'epigino o nelle aperture genitali femminili. Si ritiene che ciò funga da "tappo" per evitare che altri maschi si accoppino con la femmina, assicurando così la paternità della progenie. Di conseguenza, i maschi non possono più accoppiarsi e questi esemplari eunuchi permangono nelle vicinanze della femmina.

## Diffusione e habitat
H. multipuncta è una specie invasiva e sinantropica, mentre tutte le altre specie note sono endemiche in isole.

## Tassonomia

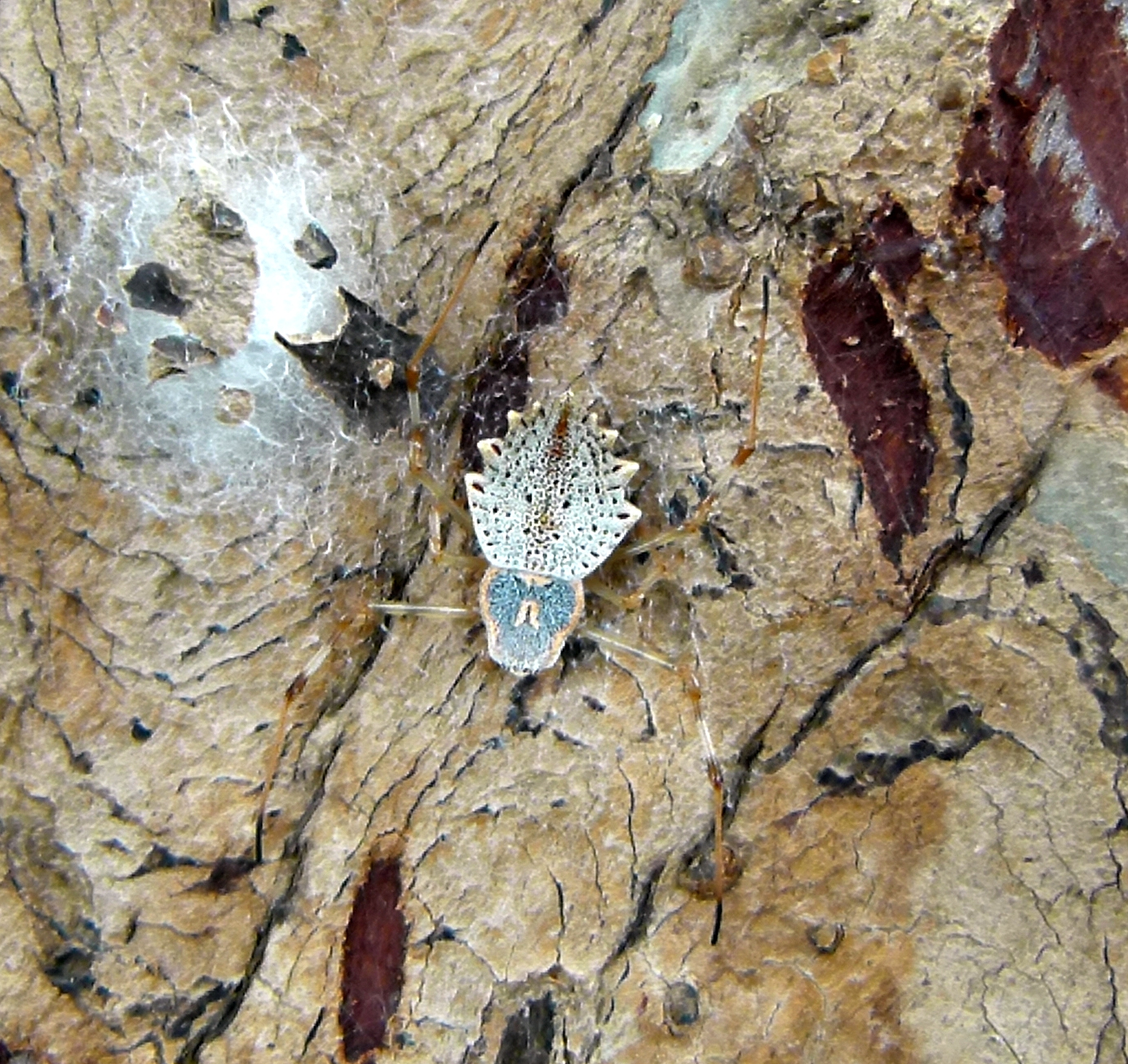
H. multipuncta

In precedenza il genere era collocato nella famiglia Nephilidae. Due specie che vi appartengono sono note sin dal XIX secolo, mentre nove specie sono state descritte nel 2005.
Al maggio 2017, il World Spider Catalog accettava le seguenti specie:
- Herennia agnarssoni Kuntner, 2005 — isole Salomone
- Herennia deelemanae Kuntner, 2005 — Borneo
- Herennia etruscilla Kuntner, 2005 — Giava
- Herennia gagamba Kuntner, 2005 — Filippine
- Herennia jernej Kuntner, 2005 — Sumatra
- Herennia milleri Kuntner, 2005 — Nuova Guinea, Nuova Britannia
- Herennia multipuncta (Doleschall, 1859) — India, Cina, Borneo, Sulawesi
- Herennia oz Kuntner, 2005 — Territorio del Nord
- Herennia papuana Thorell, 1881 — Nuova Guinea
- Herennia sonja Kuntner, 2005 — Kalimantan, Sulawesi
- Herennia tone Kuntner, 2005 — Filippine

## Etimologia
Erennia Etruscilla era la moglie di Traiano Decio. Esistono monete che portano la sua effigie, probabile ispirazione per Thorell nella scelta del nome. Il nome comune "ragni moneta" è stato proposto per questo motivo.